# Александер (остров)
Алекса́ндер (англ. Alexander Island) — остров Канадского Арктического архипелага. Также входит в группу Острова Королевы Елизаветы и в группу островов Архипелаг Парри. В настоящее время остров необитаем (2012).

## География
Площадь острова составляет 484 км². Длина береговой линии 129 км. Длина острова составляет 43 км, максимальная ширина — 19 км. Ландшафт представляет собой холмистую местность высотой от 60 до 180 метров над уровнем моря.
Остров Александер — самый южный в группе из 4 больших островов — Александер, Мэсси, Ванье, Камерон, которые простираются на север вдоль западного побережья острова Батерст. Остров Александер отделен от острова Батерст проливом Пелл (Pell Strait) и от острова Мэсси узким проливом Бойер (Boyer Strait). Пролив Остин отделяет от лежащего юго-западнее острова Байам-Мартин, а пролив Байам-Мартин — от расположенного западнее острова Мелвилл.